# Chafariz da Praça da República (Alter do Chão)

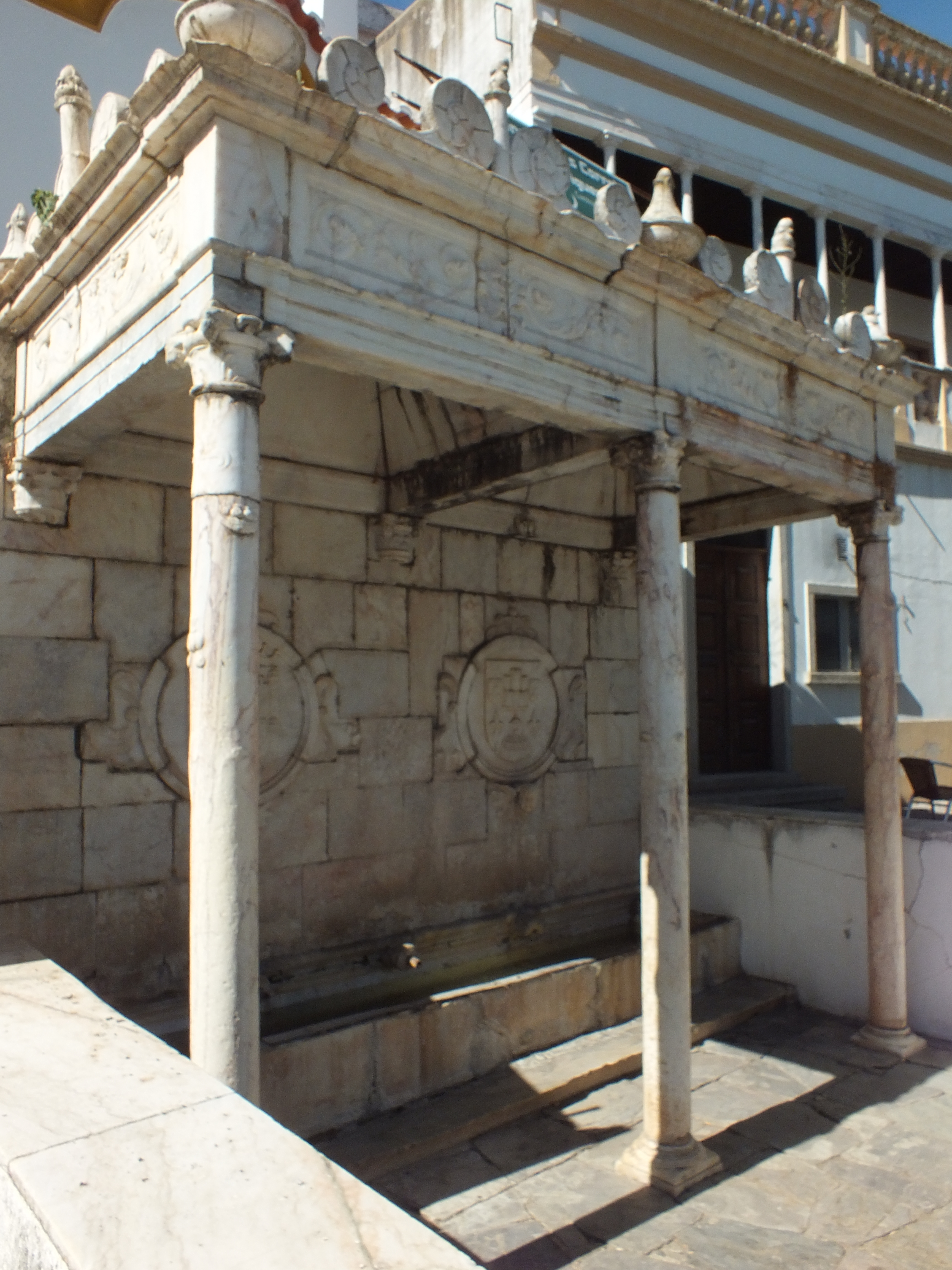
Chafariz da Praça da República, Alter do Chão.

O Chafariz da Praça da República localiza-se na freguesia, na vila e no município de Alter do Chão, no Distrito de Portalegre, no Alentejo, em Portugal.

## História
Foi construído em 1556 por Teodósio I, Duque de Bragança em outro local do largo, de onde foi removido para o atual em meados do século XVII.
Encontra-se classificado como Imóvel de Interesse Público desde 1974.

## Característias
Em estilo renascentista, é constituído por uma alpendrada em forma de cúpula dupla, sustentada por três colunas, tudo em mármore de Estremoz.
No interior destacam-se os medalhões heráldicos dos Duques de Bragança (Armas de Portugal) e da Vila de Alter.
As bicas e o tanque já não são da construção primitiva.